# Zainab Mohammed
Zainab Mohammed (* 3. November 2002) ist eine bahrainische Sprinterin, die sich auf den 400-Meter-Lauf spezialisiert hat.

## Sportliche Laufbahn
Erste internationale Erfahrungen sammelte Zainab Mohammed bei den Asienmeisterschaften 2019 in Doha, bei denen sie mit 54,61 s im Finale den achten Platz belegte. Zudem siegte sie mit der bahrainischen 4-mal-400-Meter-Staffel in 3:32,10 min.

## Persönliche Bestzeiten
- 400 Meter: 54,37 s, 21. April 2019 in Doha